# Siegfried Kracauer
Siegfried Kracauer (Frankfurt am Main, 8 de febrer del 1889 – Nova York, 26 de novembre del 1966) fou un escriptor, periodista, sociòleg, i crític cultural, especialment de mitjans com el cinema i la forma urbana.

## Biografia
Nascut en el si d'una família jueva a Frankfurt, Kracauer estudià arquitectura del 1907 al 1913, obtingué un doctorat en enginyeria el 1914, i treballà com a arquitecte a Osnabrück, Múnic, i Berlín fins al 1920.

## Teoria
Kracauer analitzà i feu la crítica dels fenòmens de la cultura de masses moderna. Construí una teoria general basada en multitud de petits exemples; la seva atenció al detall el menà cap a un mètode inductiu. Fou un dels primers a tractar seriosament el cinema, en el qual hi va veure un mirall dels desitjos i condicions socials. Theodor Adorno va veure els escrits Kracauer com una de les majors contribucions a la seva pròpia obra. Un altre seguidor n'és Kurt Tucholsky, qua admirà l'actitud científica de Kracauer a l'hora d'escriure.